# Giovanna Garzoni
Giovanna Garzoni (1600–1670) foi uma pintora italiana do período barroco. Ela iniciou sua carreira realizando pinturas de cunho religioso, mitológico e alegórico, mas se tornou conhecida por suas obras que retratavam elementos botânicos, produzidas com tinta têmpera e aquarela. Suas obras foram elogiadas por sua precisão e equilíbrio, e pela exatidão dos objetos representados. Mais recentemente, associações ao corpo feminino e sentimentos protofeministas foram percebidos em suas pinturas. Ela combinava objetos de forma muito criativa em suas obras, incluindo porcelanas asiáticas, conchas exóticas e espécimes botânicos. Ela era frequentemente chamada de Giovanna, a Casta devido a sua promessa de permanecer virgem. Embora os detalhes sobre o treinamento de Garzoni não sejam conhecidos, alguns estudiosos especulam que ela pode ter sido influenciada pelo pintor botânico Jacopo Ligozzi.

## Vida
Filha de Giacomo Garzoni e Isabetta Gaia, Giovanna Garzoni nasceu em 1600 na comuna italiana de Ascoli Piceno, na região das Marcas, Itália. Ambos os pais de Garzoni eram de origem veneziana e acredita-se que tenham vindo de uma longa linhagem de pintores venezianos - um fato que é frequentemente contestado. O avô de Garzoni, Nicola, e seu tio Vincenzo, ambos por parte de mãe, eram ourives. Seu outro tio, Pietro Gaia, foi um pintor discípulo de Jacopo Palma, o Jovem. Historiadores especulam que Garzoni possa ter começou sua carreira como aprendiz de seu tio antes de 1615. Garzoni também tinha um irmão, Mattio, com quem ela viajou ao longo de sua carreira.

## Carreira
A primeira comissão de Garzoni da qual temos conhecimento foi na cidade de Roma, onde ela cresceu. Em 1616, o químico Giovanni Vorvino solicitou que ela pintasse um herbário. Garzoni visitou a corte da família Médici em Florença entre os anos de 1618 e 1620, onde provavelmente encontrou a artista Artemisia Gentileschi. Em 1620, Garzoni foi a Veneza e realizou uma pintura de Santo André para a Igreja Veneziana Ospedale degli Incurabili . Garzoni permaneceu em Veneza durante alguns anos e, durante esse tempo, frequentou a escola de caligrafia de Giacomo Rogni. Pouco depois de completar seus estudos, Garzoni produziu um livro de caracteres cursivos ilustrados com pássaros, flores e insetos chamado Libro de'caratteri Cancellereschi Corsivi (Biblioteca Accademica di San Luca, Roma).

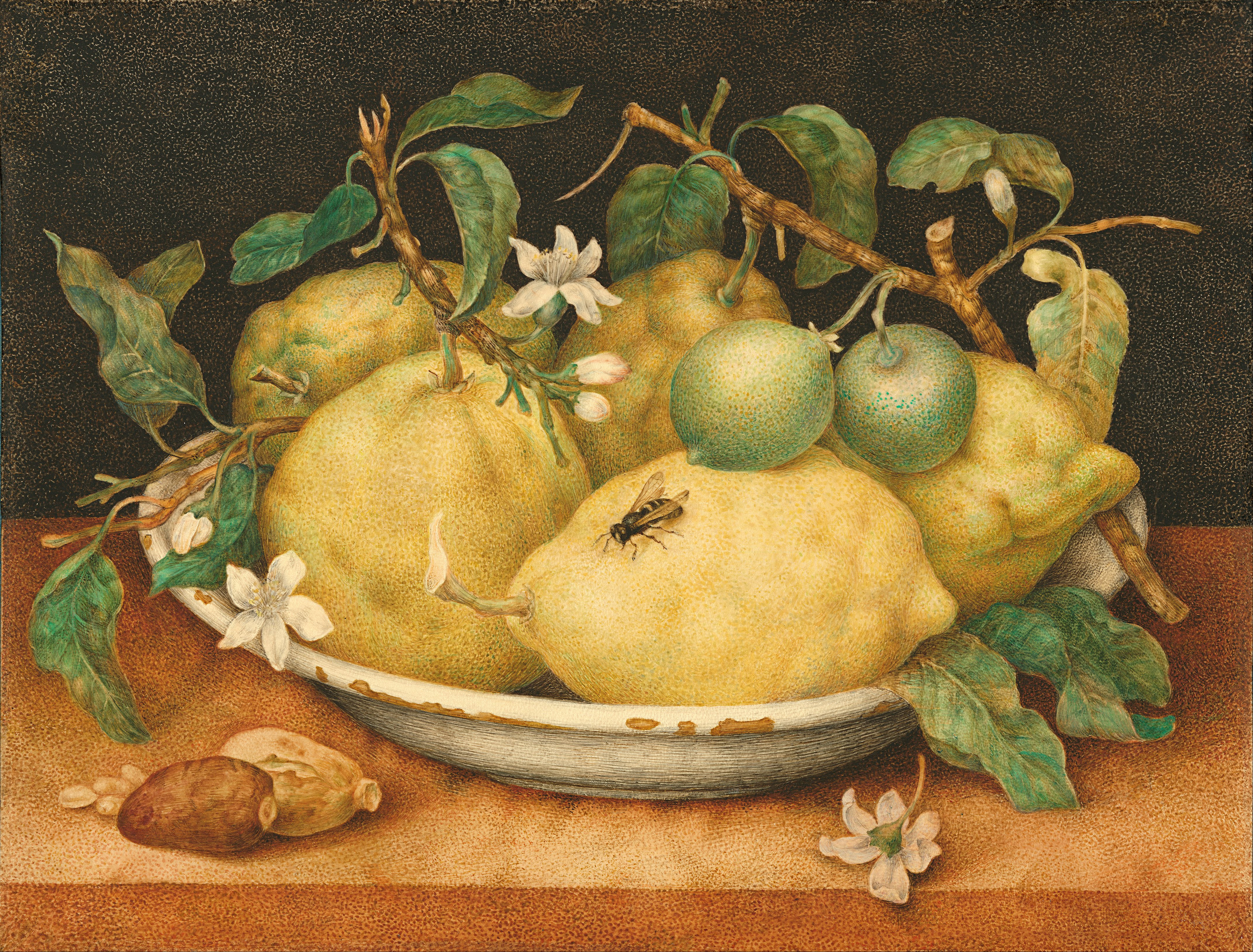
Natureza morta com Tigela de Limões, final da década de 1640, atualmente no Museu J. Paul Getty.

Em 1630, Garzoni e seu irmão Mattio deixam Veneza e partem para Nápoles, onde ela trabalhou para o vice-rei espanhol, o duque de Alcalá. É possível que Garzoni tenha viajado com Gentileschi. Garzoni permaneceu em Nápoles por um ano antes de retornar a Roma em 1631. A estada de Garzoni em Roma foi curta devido aos esforços persistentes de Cristina da França para que a artista se mudasse para Turim para servir como pintora miniaturista para a corte. Garzoni viveu Turim em entre os anos de 1632 e 1637. Durante sua estada na comuna, Garzoni conheceu o trabalho dos seus colegas artistas Fede Galizia e Panfilo Nuvolone. Alguns anos depois, em 1640, ela viajou a Paris e lá permaneceu até 1642, quando voltou para Roma. Até o ano de 1651, Garzoni viajou frequentemente entre Roma e Florença, onde estavam seus principais clientes: a família Médici, particularmente o grão-duque Fernando II, a grã-duquesa Vitória e o cardeal João Carlos.
Em 1651, depois de servir na Corte Medici, Garzoni se estabeleceu em Roma, onde continuou produzindo pinturas para a Corte Florentina. Além de pintar, Garzoni frequentou a Accademia di San Luca, onde acompanhou eventos e discussões voltadas para a educação, socialização e profissionalização dos pintores, arquitetos e escultores de Roma. Muitos historiados destacam que as pinturas de Giovanna Garzoni eram tão bem recebidas que ela poderia vendê-las por qualquer preço que escolhesse.

## Obras e clientes notáveis
Autorretrato como Apolo:

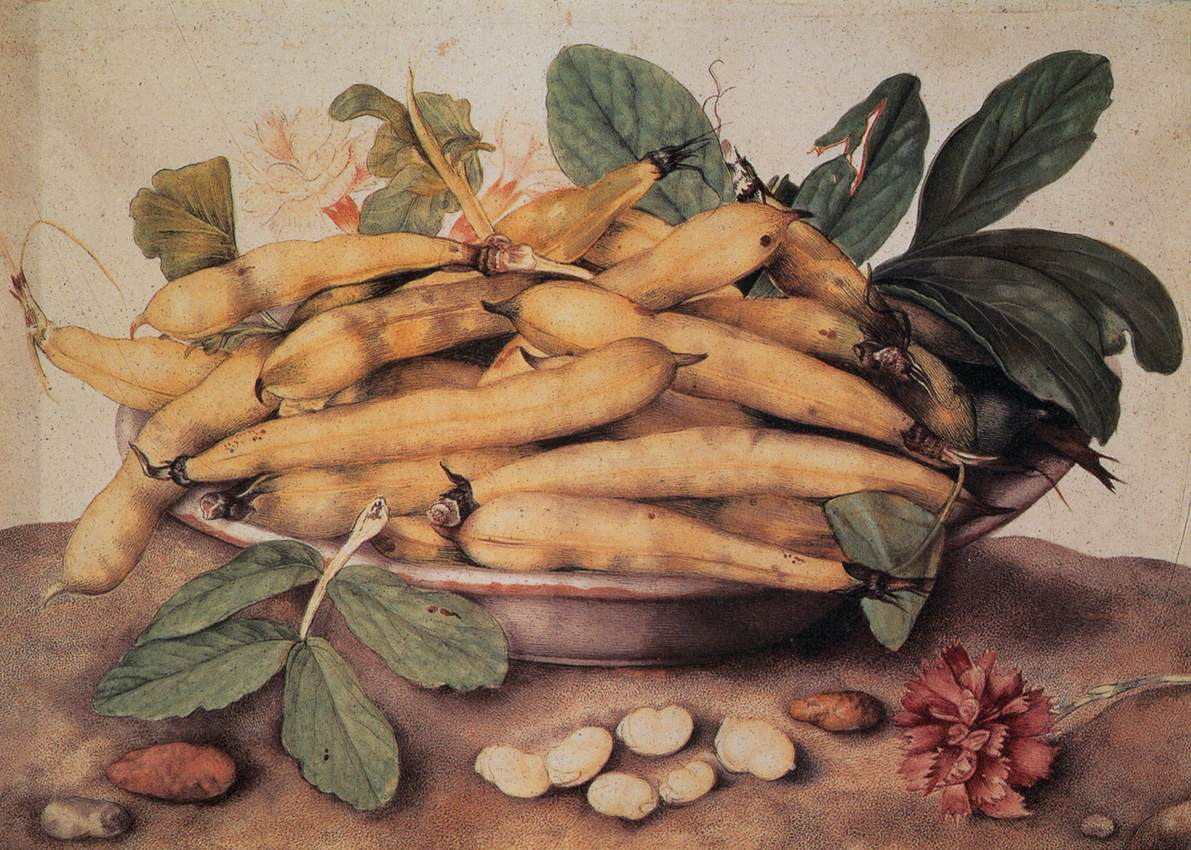
Prato com Feijões Brancos, cerca 1650-62. Guache sobre pergaminho. Galleria Paletina, Florença.

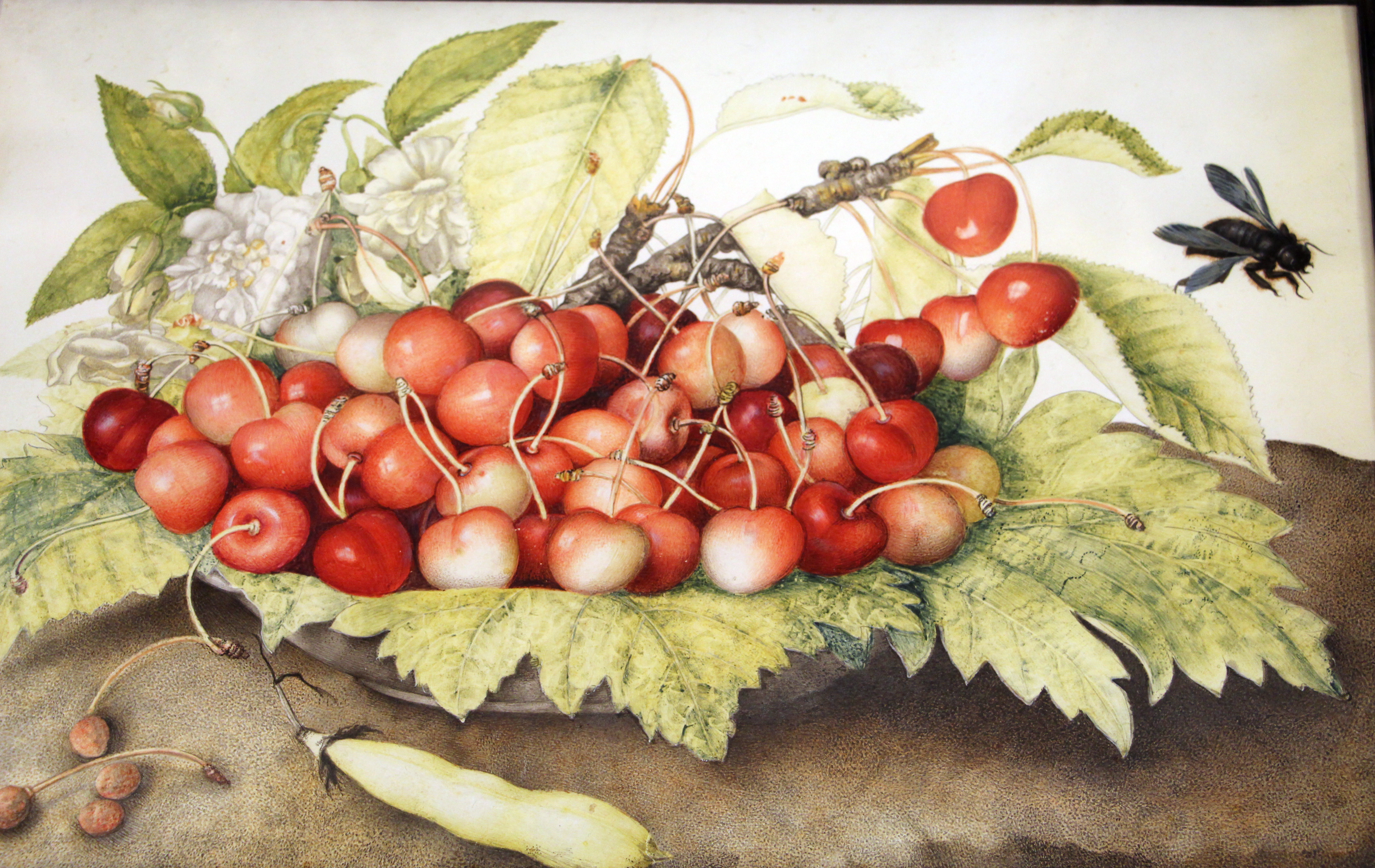
Piatto di ciliege con rose, baccello e ape legnaiola

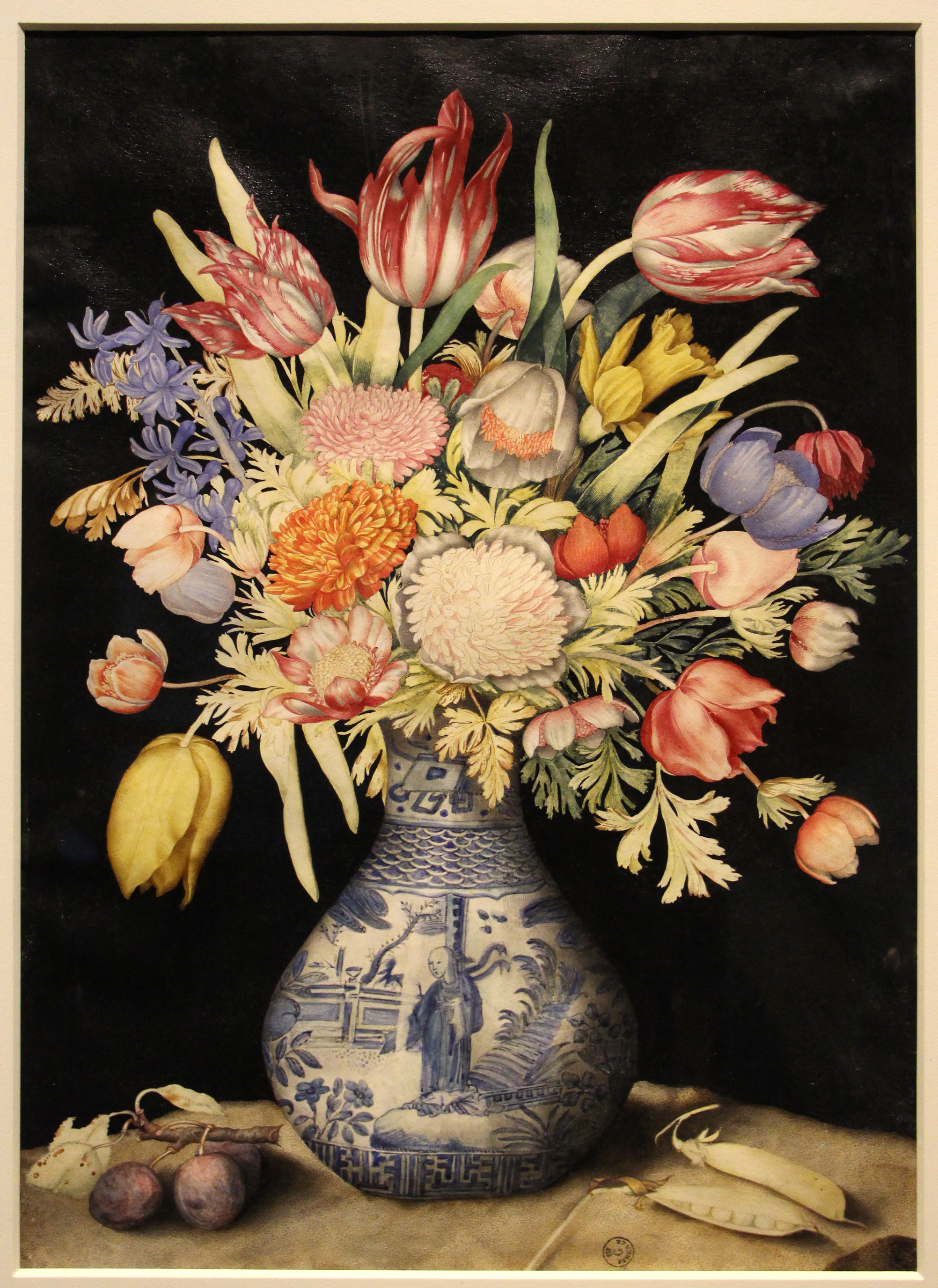
Vaso cinese con tulipani e altri fiori, due susine e due piselli, cerca 1641-52

Um dos primeiros trabalhos de Garzoni, Autorretrato como Apolo, parece ter sido inspirado na obra de Autorretrato Como Música de Alaúde.
Estudos de frutas cítricas em aquarela sobre pergaminho:
Por volta de 1626-1633, Cassiano dal Pozzo adquiriu várias aquarelas feitas por Garzoni retratando frutas cítricas, com o objetivo de escrever uma dissertação sobre o tema. Uma das aquarelas da coleção de dal Pozzo, atribuída a Garzoni, foi vendida na Sotheby's, Nova Iorque, em 25 de janeiro de 2011.
O Retrato de Zaga Christ:
Em 1635, Garzoni pintou o que é considerado o primeiro retrato em miniatura de uma pessoa negra: O Retrato de Zaga Christ. É possível que o retrato tenha sido encomendado pelo próprio Christ como um presente para a corte francesa.
Prato com Feijões Brancos:
Prato com Feijões Brancos foi uma das obras de arte encomendadas pela família Médici. A cena de natureza morta, pintada entre 1650–1662, é um estudo naturalístico de feijões em vários estágios de maturação e decomposição. A pintura faz parte da coleção da Galleria Palatina, em Florença.

## Vida pessoal
Alguns historiadores acreditam que Garzoni nunca se casou, já outros especulam que a artista casou-se com o retratista veneziano Tiberio Tinelli em 1622. Nesse caso, o casamento teria durado pouco, possivelmente resultando em separação em 1624.

## Morte
Em 1666, Garzoni escreveu em seu testamento que deixaria seus bens para a Igreja de Santa Martina, a igreja da Accademia de São Lucas, contanto que ela fosse enterrada lá. Garzoni faleceu em Roma em fevereiro de 1670, aos 70 anos. Hoje, o túmulo de Garzoni se encontra na Igreja de Santa Martina, porém foi apenas em 1698, quase 29 anos após sua morte, que a artista foi enterrada lá. O retrato de Garzoni feito pelo pintor romano Giuseppe Ghezzi também está localizado na Accademia.